# غوتفريد أوسان

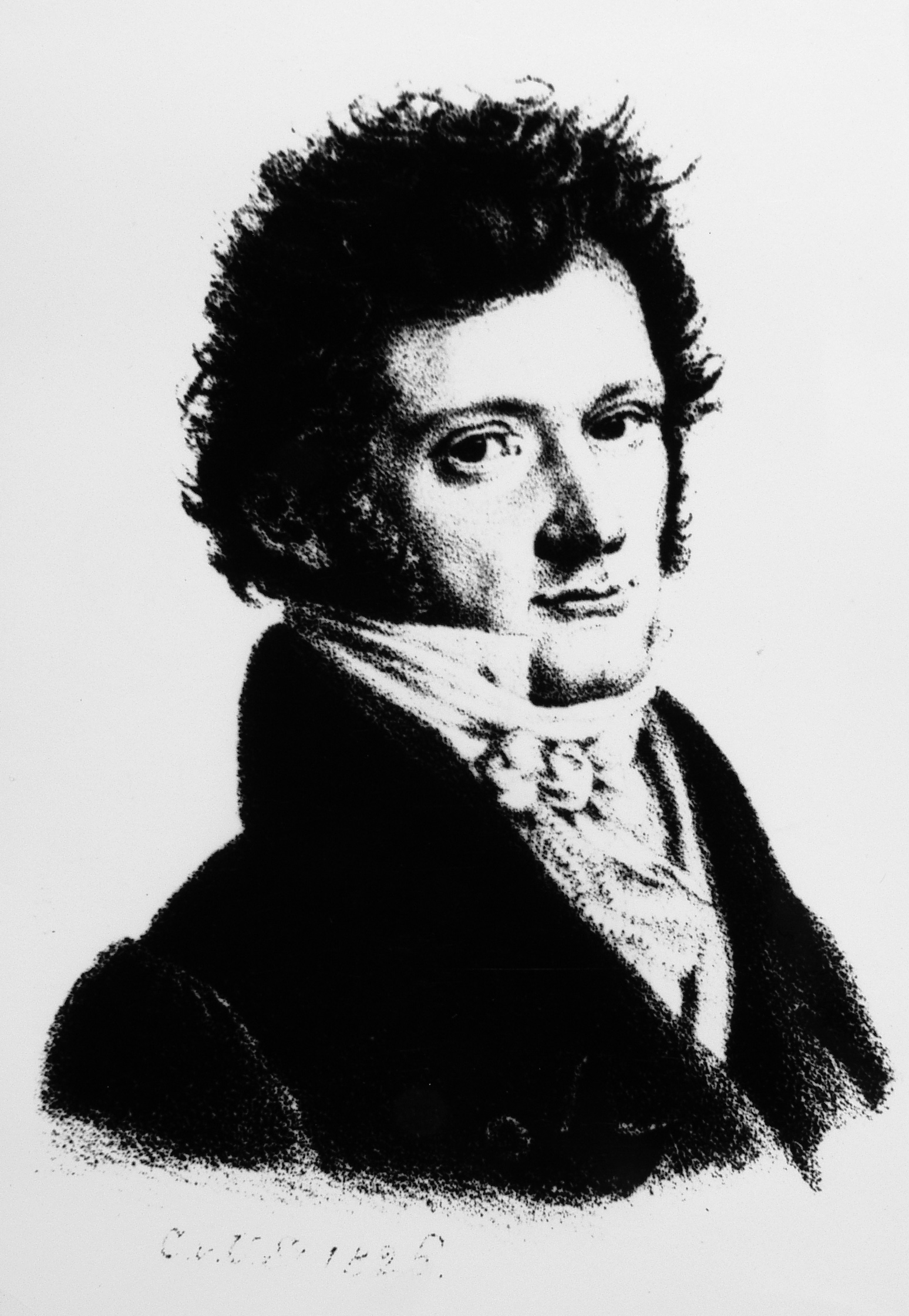

غوتفريد فيلهلم أوسان (بالألمانية: Gottfried Osann) كيميائي وفيزيائي ألماني ( ولد في 26 أكتوبر 1796، فايمار وتوفي في 10 أغسطس 1866، فورتسبورغ). وهو معروف لعمله في كيمياء المعادن البلاتينية.
درس العلوم الطبيعية، وأصبح دكتور في الفيزياء والكيمياء في جامعة ارلنجن نورنبرج في 1819. وبين 1821 و 1823 شغل نفس المنصب في جامعة يينا. كما دَرس الكيمياء والطب في جامعة تارتو في استونيا 1823 حتي 1828، ومن 1828 في جامعة فورتسبورغ.
وهناك تعاون مع يونس ياكوب بيرتسيليوس ليقتربا من اكتشاف من الروثينيوم في 1828. قاموا بحل خام البلاتين من جبال الاورال، لكنه لم يتمكن من عزل الروثينيوم تماماً ليصبح كارل إرنست كلاوس هو مكتشف الروثينيوم.